# Cryptocarya multipaniculata
Cryptocarya multipaniculata är en lagerväxtart som beskrevs av Teschn.. Cryptocarya multipaniculata ingår i släktet Cryptocarya och familjen lagerväxter. Inga underarter finns listade i Catalogue of Life.